# Fascie spermatică internă
Fascia spermatică internă (fascia infundibuliformă) (Le deuxième fascia de Webster) este un strat subțire, care învestește vag cordonul spermatic; este o continuare în jos a fasciei transversale.

## Imagini suplimentare

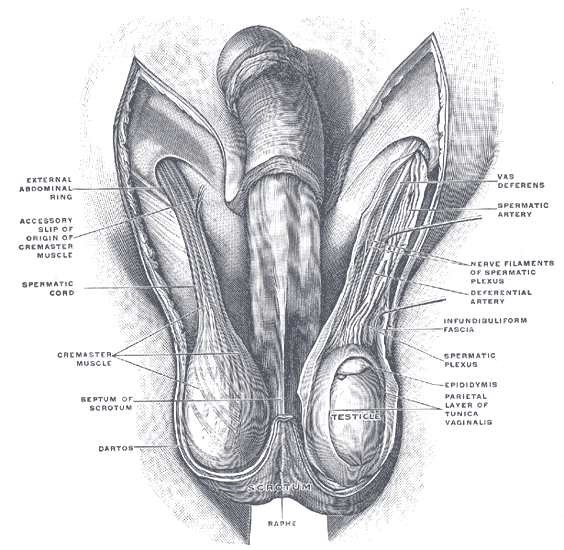
Scrotul.
Desen schematic al unei secțiuni transversale prin procesul vaginal.